# Ana Thaís Matos
Ana Thaís Matos (São Paulo, 12 de março de 1985) é uma jornalista, comentarista esportiva e apresentadora de televisão brasileira.
Teve passagens pelo Lance!, no BandSports e nas rádios Globo e CBN. Atualmente, trabalha nos canais esportivos do Grupo Globo na TV e internet.

## Biografia

### Primeiros anos e formação acadêmica
Ana Thaís Matos, nasceu no bairro da Jardim da Saúde, na cidade de São Paulo, capital do estado de São Paulo, no ano de 1985. Com a separação de seus pais, mudou-se para o Glicério. Sua mãe, Francisca, atuava como empregada doméstica e complementava a renda vendendo bandeiras de times em frente ao Estádio do Pacaembu.
Por meio do Programa Universidade para Todos (Prouni), conseguiu uma bolsa para ingressar na faculdade, formando-se no curso de jornalismo pela Pontifícia Universidade Católica de São Paulo (PUC-SP) em 2011.

### Carreira
Realizou estágios já na imprensa esportiva, atuando no jornal esportivo Diário Lance! e na emissora de TV BandSports, até ingressar no Grupo Globo, no ano de 2012, atuando como repórter esportiva da Rádio Globo São Paulo, onde foi setorista do Palmeiras durante três anos. Atuou no Futebol Globo/CBN (Rádio Globo e Rádio CBN), entre 2012 e 2018. Na Copa do Mundo FIFA de 2018, sediada na Rússia, estreou no canal SporTV, antes de chegar à TV aberta.
Em 2019, iniciou o trabalho como comentarista no SporTV, onde fez seu primeiro jogo entre Ituano e Novorizontino, pelo Campeonato Paulista. Também foi a primeira comentarista feminina na TV Globo, na partida entre Brasil e Jamaica, na Copa do Mundo feminina de 2019, e no futebol masculino, na partida entre Santos e Athletico Paranaense, em partida válida pelo Campeonato Brasileiro de Futebol de 2019.
No ano de 2020, foi ganhadora do troféu ACEESP, organizado pela Associação dos Cronistas Esportivos do Estado de São Paulo (ACEESP), na categoria Comentarista de TV. Seus comentários carregam crítica ao machismo e toxidade no meio desportivo.
Na Copa do Mundo FIFA de 2022, no Catar, fez parte da equipe principal de transmissões da TV Globo, cobrindo principalmente jogos da seleção brasileira e eventos principais, como a final. Esteve in loco ao lado do narrador Galvão Bueno e do comentarista Júnior.

## Polêmicas
- Em setembro de 2019, Venê Casagrande foi demitido da Globo após postar um tweet ofensivo a Ana Thaís Matos.[20] Mais tarde, desculpou-se e excluiu o tweet, explicando o que aconteceu foi um grande mal entendido, já que uma terceira pessoa, que teria acesso à sua conta, é quem fez os comentários odiosos a respeito de Ana Thaís.[21]
- Em outubro de 2020, sofreu ameaças pessoais após criticar a contratação do jogador Robinho pelo Santos Futebol Clube.[22] Seu número de telefone pessoal é notadamente divulgado na internet e ela teve que bloquear nada menos que 600 contas no Twitter e deletar mais de três mil mensagens ofensivas. Após nova condenação do jogador, a jornalista desabafou em suas redes sociais.[23]
- Em março de 2021, foi chamada de "folgadinha" pelo ex-jogador Neto no programa Os Donos da Bola, exibido pela Bandeirantes, ao tentar defender a colega Leila Pereira.[24] Ana respondeu que compartilha as mesmas qualidades que ele.[24]

## Prêmios e indicações
| Ano  | Prêmios                                                                    | Categoria          | Resultado | Ref.   |
| ---- | -------------------------------------------------------------------------- | ------------------ | --------- | ------ |
| 2016 | Troféu ACEESP - Associação dos Cronistas Esportivos do Estado de São Paulo | Repórter de Rádio  | Indicado  | [ 25 ] |
| 2020 | Troféu ACEESP - Associação dos Cronistas Esportivos do Estado de São Paulo | Comentarista de TV | Venceu    | [ 17 ] |
| 2022 | Troféu ACEESP - Associação dos Cronistas Esportivos do Estado de São Paulo | Comentarista de TV | Venceu    | [ 26 ] |